# Gesundheitsministerium der Russischen Föderation
Das Gesundheitsministerium der Russischen Föderation (Abkürzung MinSdraw, russisch Министерство здравоохранения Российской Федерации, Минздрав России) das föderale Organ der Exekutive der Russischen Föderation, das die Funktionen zur Ausarbeitung und Umsetzung staatlicher Politik und regulatorischer Regulierung im Gesundheitswesen, der obligatorischen Krankenversicherung, der Behandlung von Arzneimitteln für medizinische Anwendungen, einschließlich der Organisation der Prävention von Krankheiten, einschließlich Infektionskrankheiten und AIDS, der medizinischen Versorgung, der medizinischen Rehabilitation und der medizinischen Untersuchung (mit Ausnahme der medizinischen und sozialen Untersuchung und der medizinischen Expertise), der pharmazeutischen Tätigkeit ausübt, einschließlich der Gewährleistung der Qualität, Wirksamkeit und Sicherheit von Arzneimitteln für den medizinischen Gebrauch, der Behandlung von medizinischen Produkten, des Gesundheits-epidemiologischen Wohlergehens der Bevölkerung (mit Ausnahme der Entwicklung und Genehmigung von staatlichen hygienischen und epidemiologischen Vorschriften und Hygienestandards), der medizinischen und biologischen Bewertung der Auswirkungen von besonders gefährlichen Faktoren physischer und chemischer Natur auf den menschlichen Körper, des Kurgeschäfts, der Funktion zur Entwicklung und Umsetzung der staatlichen Politik für die medizinische und biologische Versorgung der Sportler der russischen Sportmannschaften, die medizinische Versorgung von Arbeitnehmern bestimmter Wirtschaftszweige mit besonders gefährlichen Arbeitsbedingungen sowie die Verwaltung von Staatseigentum und die Bereitstellung öffentlicher Dienstleistungen im Gesundheitswesen, einschließlich der Bereitstellung von medizinischer Versorgung, der Einführung moderner medizinischer Technologien, neuer Methoden der Prävention, Diagnose, Behandlung und Rehabilitation, der Durchführung von forensischen und forensischen psychiatrischen Untersuchungen, der Organisation eines mittleren Berufsstandes, höhere und zusätzliche professionelle medizinische und pharmazeutische Ausbildung und Erbringung von Dienstleistungen im Bereich des Kurgeschäfts.

## Geschichte

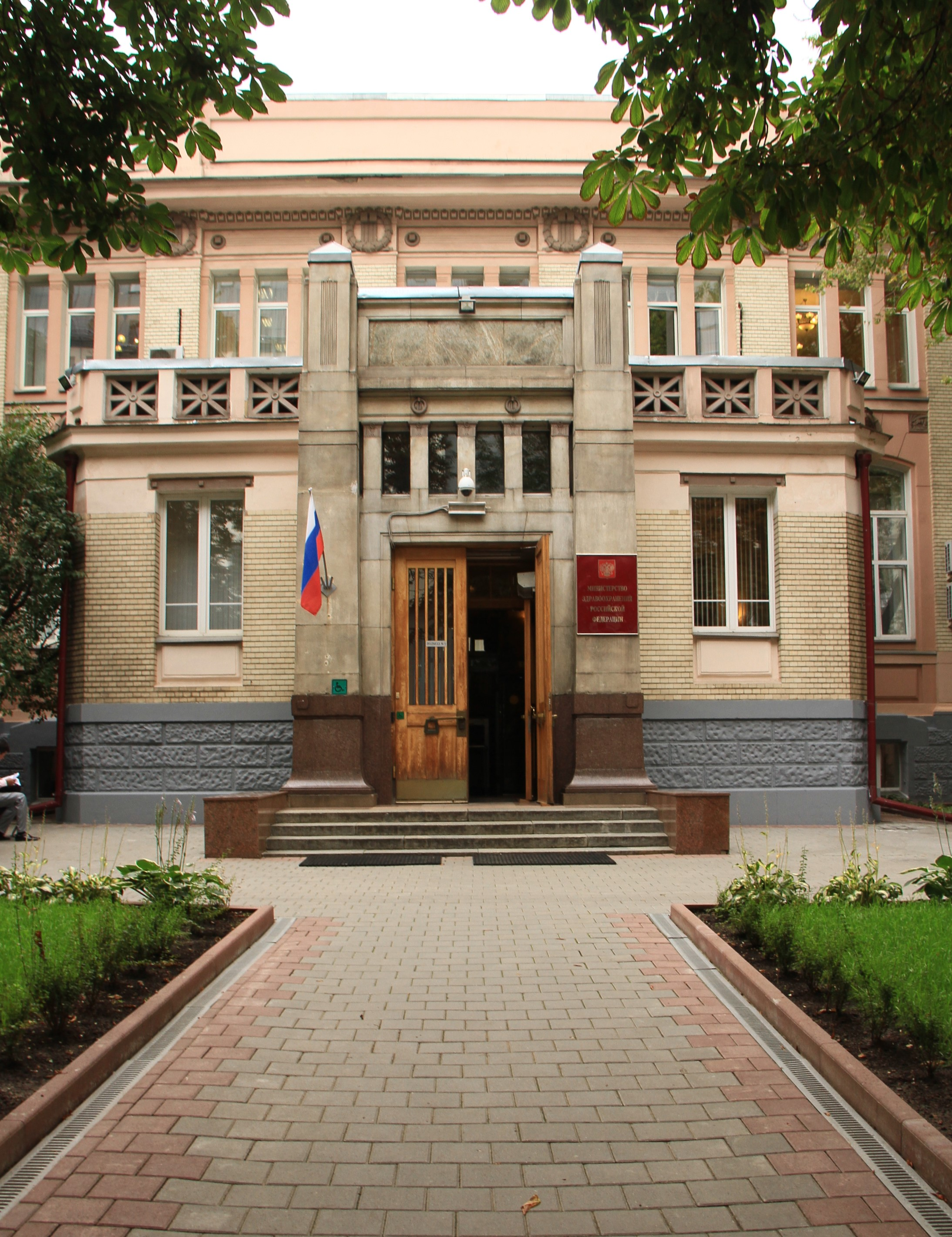
Sitz des Ministeriums für Gesundheit in Moskau

1992, nach dem Zerfall der Sowjetunion, wurde das Gesundheitsministerium der UdSSR liquidiert und das Gesundheitsministerium der RSFSR in das Gesundheitsministerium der Russischen Föderation (MinSdraw) umgewandelt.
Das Gesundheitsministerium wurde durch den Ukas des Präsidenten der Russischen Föderation Nr. 314 vom 9. März 2004 mit dem Ministerium für Arbeit und sozialen Schutz der Russischen Föderation zum Ministerium für Gesundheit und soziale Entwicklung der Russischen Föderation verschmolzen.
Am 21. Mai 2012 wurde das Gesundheitsministerium der Russischen Föderation erneut vom Ministerium für Gesundheit und soziale Entwicklung der Russischen Föderation getrennt.

## Die Struktur
Die Struktur der zentralen Zentrale des russischen Gesundheitsministeriums umfasst Einheiten, die als Abteilungen bezeichnet werden. Abteilungen werden wiederum in Abteilungen unterteilt. Abteilungen werden von Direktoren geleitet und ihre Abteilungen werden von Vorgesetzten geleitet. Für das Jahr 2023 besteht das russische Gesundheitsministerium aus 16 Abteilungen.

## Befugnisse
Das Gesundheitsministerium der Russischen Föderation übt seine Befugnisse in folgenden Bereichen aus:
- Gesundheitsversorgung, einschließlich der Organisation der medizinischen Prävention, der medizinischen Versorgung, der medizinischen Rehabilitation und der medizinischen Untersuchung (mit Ausnahme der medizinischen und sozialen Expertise und der medizinischen Expertise).
- Einführung moderner medizinischer Technologien, neuer Methoden der Prävention, Diagnose, Behandlung und Rehabilitation.
- Obligatorische Krankenversicherung.
- Pharmazeutische Aktivität.
- Behandlung von Arzneimitteln für den medizinischen Gebrauch.
- Die Qualität, Wirksamkeit und Sicherheit von Arzneimitteln.
- Behandlung von medizinischen Produkten.
- Das Kurgeschäft und die Erbringung von Dienstleistungen im Bereich des Kurgeschäfts.
- Das gesundheitliche und epidemiologische Wohlergehen der Bevölkerung.
- Gesundheitsversorgung von Arbeitnehmern bestimmter Wirtschaftszweige mit besonders gefährlichen Arbeitsbedingungen.
- Medizinische und biologische Bewertung der Auswirkungen von besonders gefährlichen Faktoren physikalischer und chemischer Natur auf den menschlichen Körper.
- Durchführung von forensischen und forensischen psychiatrischen Untersuchungen.
- Organisation der sekundären, höheren, postgradualen und ergänzenden medizinischen und pharmazeutischen Ausbildung.

## Abteilungsauszeichnungen
Das Gesundheitsministerium der Russischen Föderation hat Abteilungsauszeichnungen, die für besondere Leistungen und Verdienste im Gesundheitswesen vergeben werden: das Abzeichen "Ausgezeichnet für Gesundheit", die Medaillen "Für Verdienste um die inländische Gesundheitsversorgung", die "Medaille von Nikolai Alexandrowitsch Semaschko", Ehrenurkunden und Dankesurkunden.

## Gesundheitsminister
- 21. Mai 2012 bis 21. Januar 2020: Weronika Skworzowa[5] (* 1960)
- Seit 21. Januar 2020: Michail Muraschko[6] (* 1967)